# معبد آمون (جبل البركل)
معبد آمون هو موقع أثري في جبل البركل في الولاية الشمالية بالسودان. تقع على بعد 400 كيلومتر (250 ميل) شمال الخرطوم بالقرب من مدينة كريمة. يعتبر معبد آمون، أحد أكبر المعابد في جبل البركل. حتى منتصف القرن التاسع عشر، تعرض المعبد للتخريب والتدمير والنهب العشوائي، قبل أن يصبح تحت حماية الدولة.

## التاريخ
تم بناء المعبد في القرن الثالث عشر قبل الميلاد،  من المحتمل أن يكون تأسيس المعبد قد حدث في عهد تحتمس الثالث، بينما تم تشكيل المعبد في عهده وعهد رمسيس الثاني، كان للمعبد أهمية كبيرة بالنسبة للمملكة الكوشية. ثم قام الملك النوبي ببعنخي والفراعنة النوبيون اللاحقون بتوسيع معبد آمون، في السنوات 25/24 قبل الميلاد، غزا الرومان النوبة خلال حملة ضد الكوشيين بقيادة جايوس بترونيوس. دمر المعبد، كانت آخر أعمال البناء على نطاق واسع من قبل الملك الكوشي نتاكاماني، الذي أعاد بعض الدمار الروماني، وقام بتوسيع مجمع المعبد،  ورمم الصرح الأول وأجزاء أخرى من المعبد.

## عمارة المعبد
كان المعبد الأصلي صغيرًا نسبيًا، ويتألف من برج واحد وفناء به عشرة أعمدة. خلال عصر الأسرة التاسعة عشرة عهد فرعون رمسيس الثاني.
تم تجديد وتوسيع المعبد، المنسوب إلى الملك بعنخي، على ثلاث مراحل. أولاً ، تم ترميم المعبد القديم بجدار ورواق صغير آخر، الخطوة الثانية، تم بناء قاعة كبيرة بها 50 عمودًا. كانت الأعمدة وجدران الأساسات والمداخل فقط مصنوعة من الحجر الرملي ، أما الجدران المتبقية فكانت من الطوب.
بنى العديد من الحكام شواهد إضافية أو جدران مزخرفة أو نصبوا تماثيل في المعبد. نظرًا لأنه المركز الديني لكل من المصريين والنوبيين.

## معرض صور

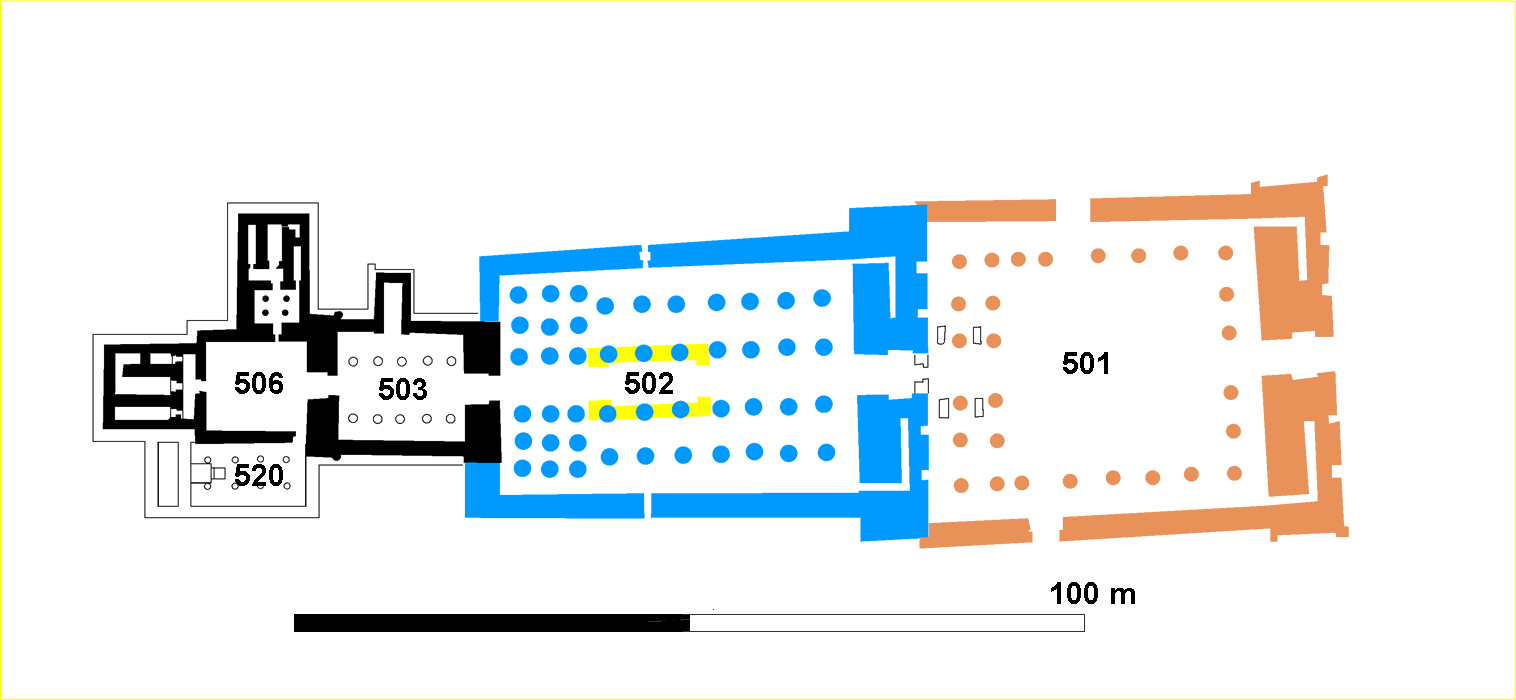
مخطط لمعبد امون
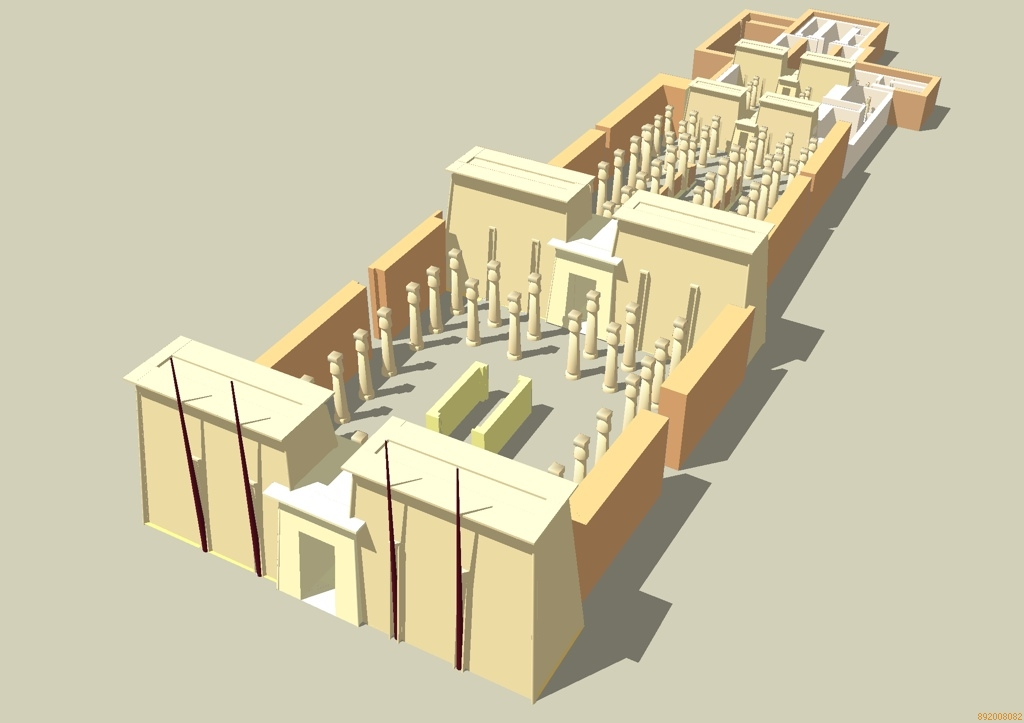
رسم تخيلي لمعبد آمون ، الذي بني في الأصل خلال المصرية عصر الدولة الحديثة.
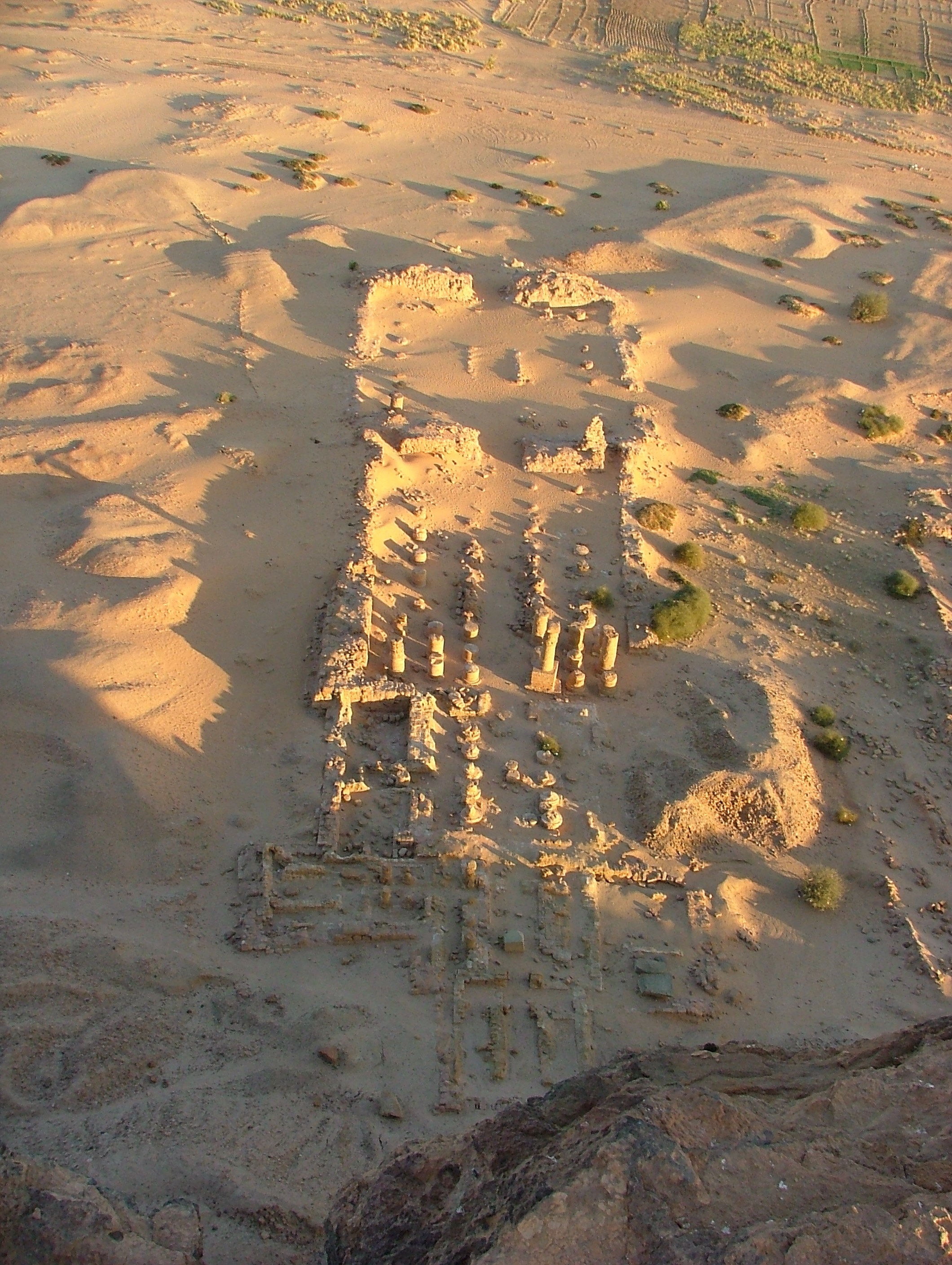
أنقاض معبد امون

## القطع الأثرية
تم التنقيب عن العديد من القطع الأثرية الرئيسية في عام 1916 من قبل بعثة جامعة هارفارد - متحف بوسطن للفنون الجميلة («جامعة هارفارد - متحف الفنون الجميلة ، بعثات بوسطن إلى مصر والسودان» ، من 1909 إلى 1916). تم تكليفهم بمتحف الفنون الجميلة في تقسيم المكتشفات من قبل حكومة السودان. 

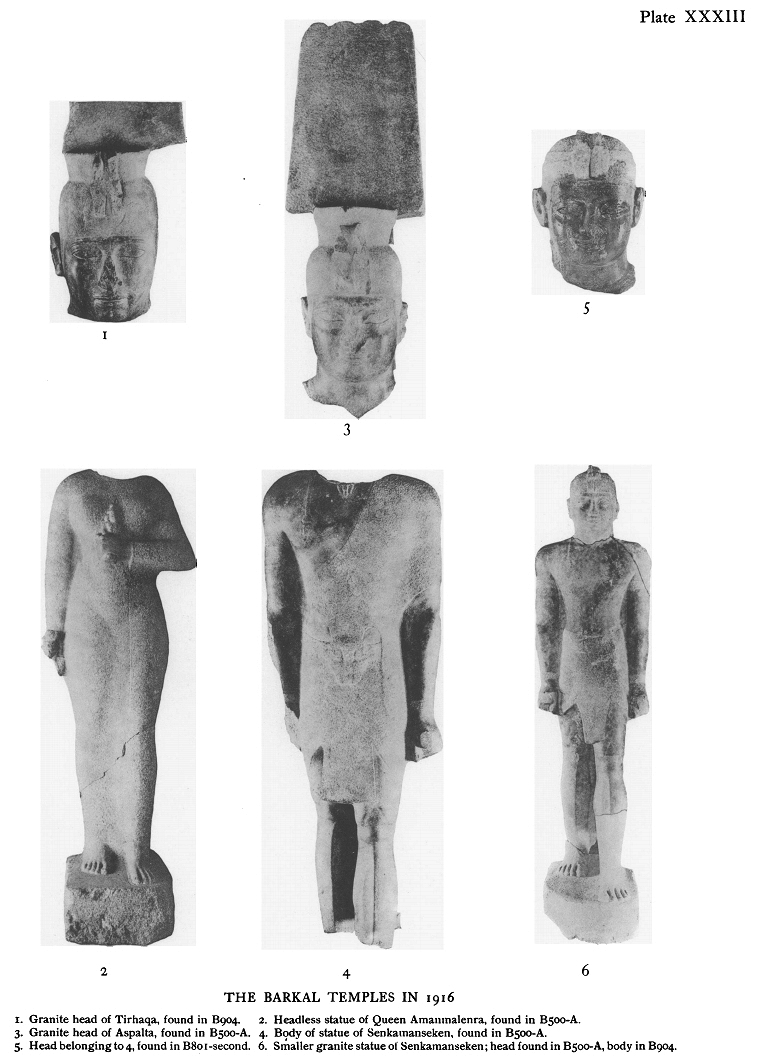
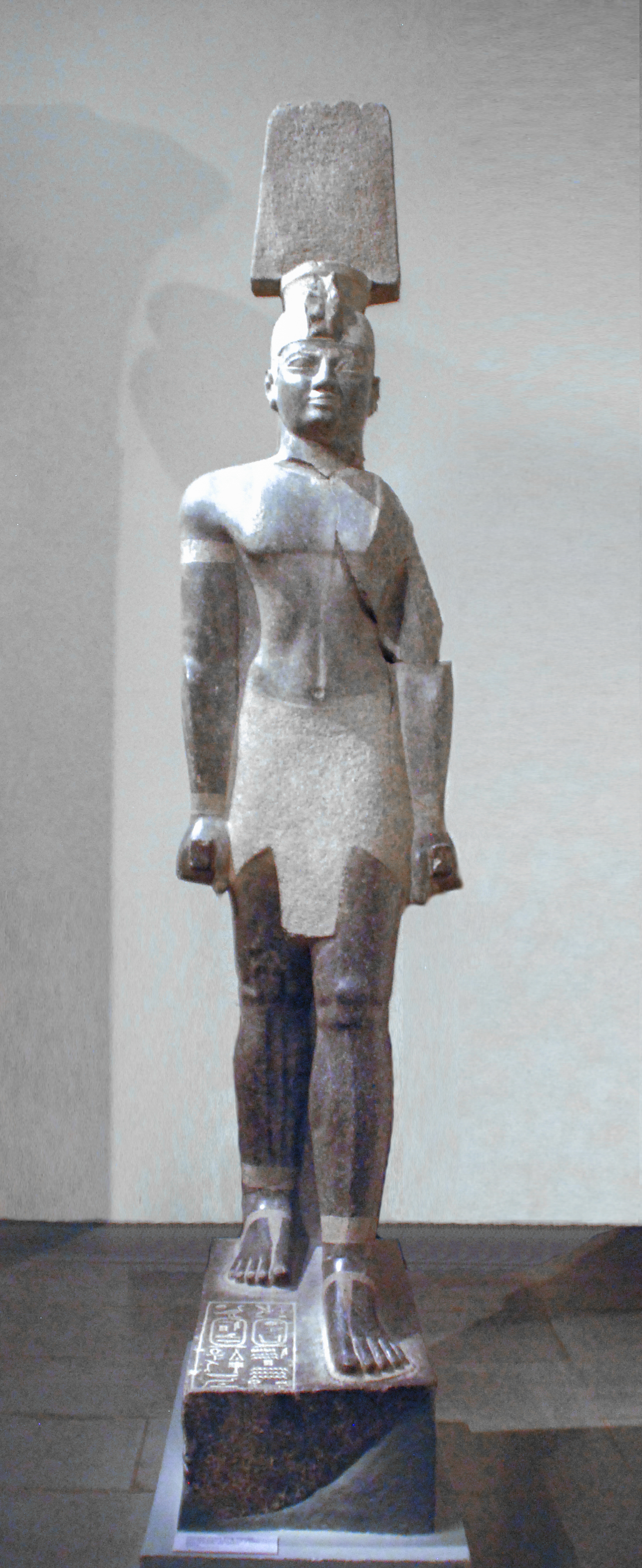
تمثال ضخم للملك أسبلتا من معبد آمون بجبل البركل.
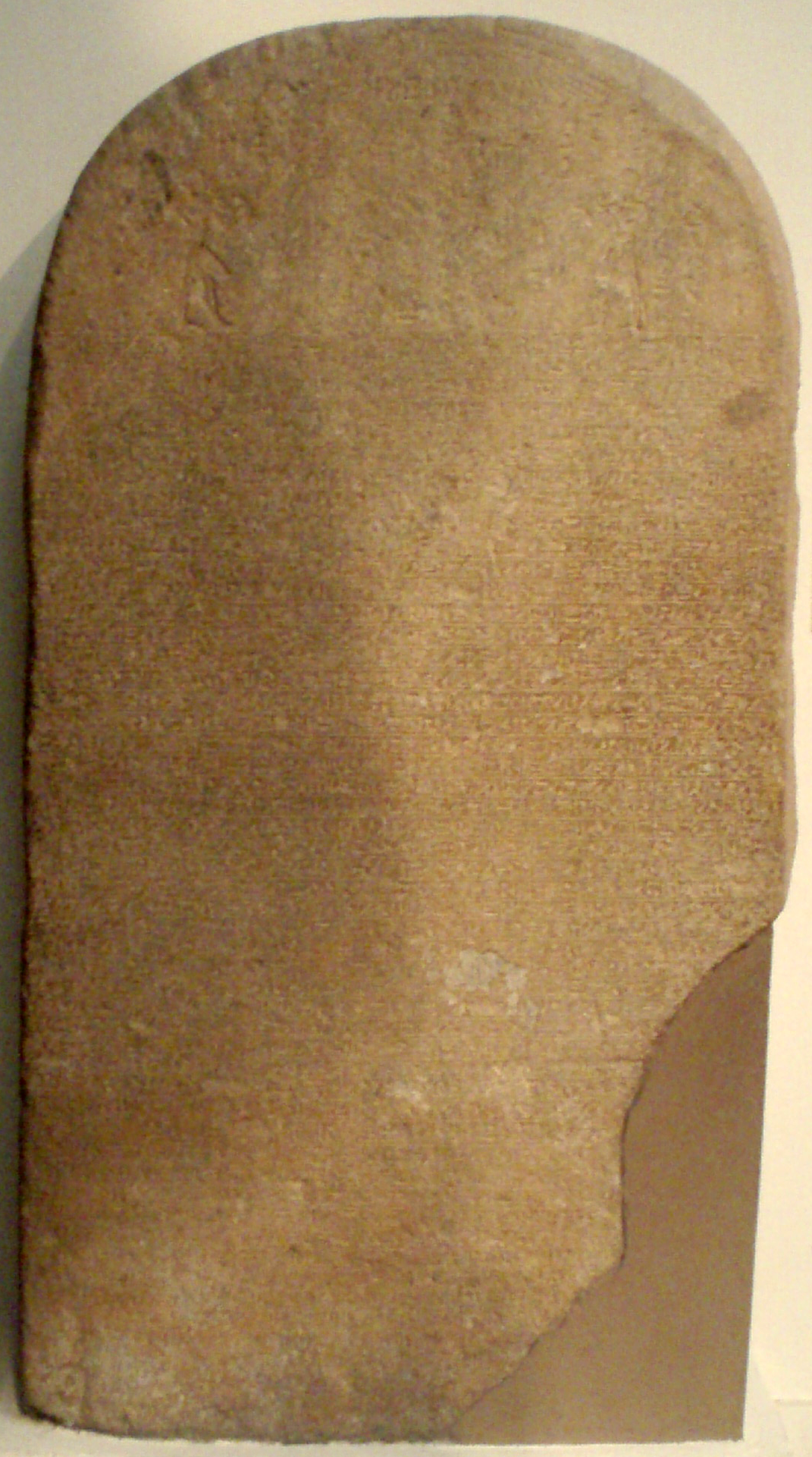
لوحة للفرعون تحتمس الثالث ، وجدت في معبد آمون في البركل، الآن في متحف الفنون الجميلة في بوسطن
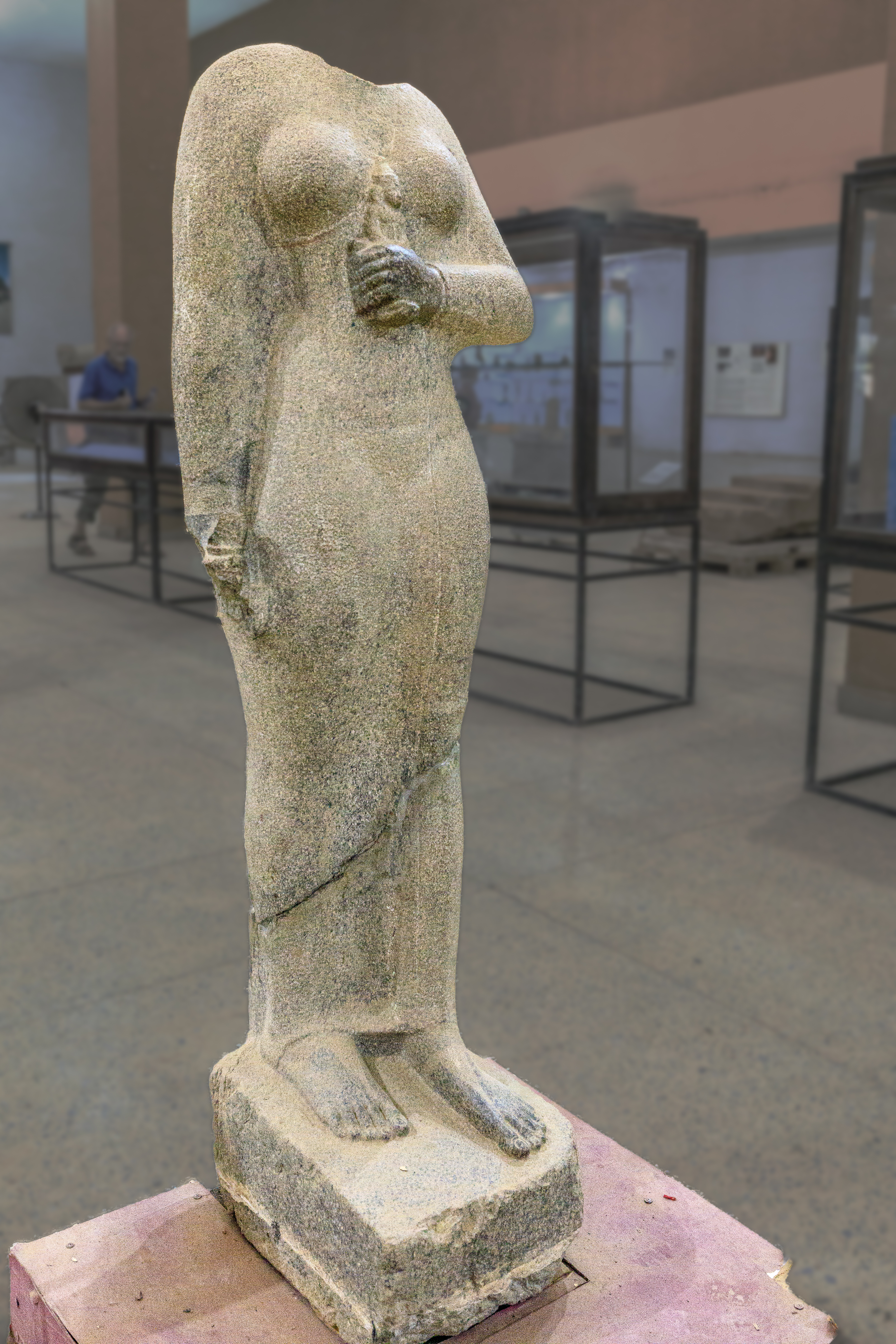